# Всеволожский, Анатолий Дмитриевич

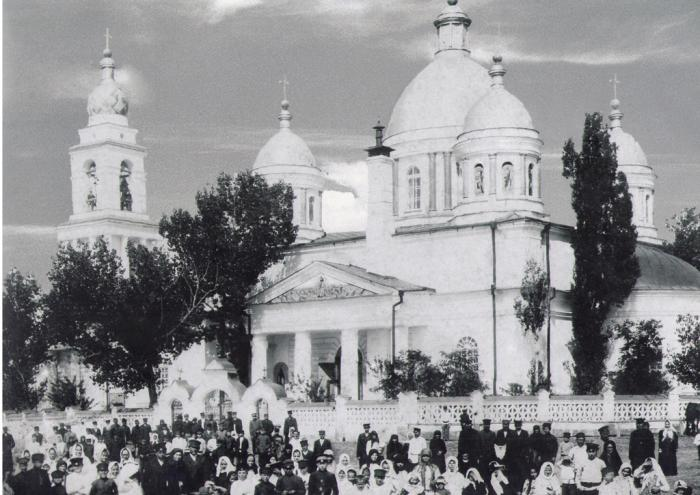
Успенская церковь слободы Чернянка.
1905 год

Анатолий Дмитриевич Всеволожский — (10 (22) января 1868 — 31.12.1927, Париж, Франция) — поручик запаса, уездный предводитель дворянства Старооскольского уезда Курской губернии.

## Биография
Отец — представитель младшей ветви дворянского рода Всеволожских, надворный советник в придворном звании камергера, благотворитель, Дмитрий Александрович Всеволожский, мать — княжна Екатерина Николаевна Трубецкая.
Анатолий Дмитриевич Всеволожский — член Санкт-Петербургского велосипедно-атлетического общества вышел в отставку в чине поручика и получил в 1910 году по дарственной родительскую усадьбу в Ивановке Курской губернии, став её последним владельцем.
В своём имении занимался развитием развитие кустарной промышленности, в частности — корзиночным промыслом. В журнале Старооскольского земства за 1912 год (С. 101), в докладе Управы Земскому собранию, есть запись: «Землевладелец Старооскольского уезда Анатолий Дмитриевич Всеволожский, идя навстречу развитию в уезде всякого рода культурных мероприятий, предлагает от себя в распоряжение уездного земства для устройства корзиночной мастерской при селе Ивановке помещение, материал и потребный оборотный капитал...».
По данным «Общей росписи начальствующих и почих должностных лиц по всем управлениям в Российской Империи» на 1916 год Анатолий Дмитриевич Всеволожский — «поручик запаса, уездный предводитель дворянства Старооскольского уезда Курской губернии».
Во время Гражданской войны в России Всеволожский присоединился к Белому движению. В марте 1920 года Анатолий Дмитриевич вместе с женой и сыном был эвакуирован на корабле «Капуртало» из Новороссийска в Крым. В мае 1920 года семья Всеволожских перебралась в Югославию, а затем Францию.
Анатолий Дмитриевич Всеволожский умер в 1927 году в Париже. Похоронен на кладбище Баньё.

## Семья
Анатолий Дмитриевич Всеволожский был женат на княжне Александре Николаевне Касаткиной-Ростовской (05.09.1883, Курск — 18.07.1973, Сан-Паулу, Бразилия). 
Родители жены: отец — князь Николай Фёдорович Касаткин-Ростовский, мать — Надежда Карловна Монтрезор (de Montrésor). Николай Федорович Касаткин-Ростовский (21.10.1848—26.10.1908) — капитан 2 ранга, с 1890 по 1894 год был Курским губернским предводителем дворянства. Член Государственного совета Российской империи. Надежда Карловна Монтрезор (de Montrésor) (30.11.1852—22.04.1917) — дочь генерала от кавалерии Карла Лукьяновича Монтрезор (1786—1879) и Надежды Фёдоровны Полторацкой (1824—1914). Была убита во время революционных волнений в своем имении Чернянка.
Венчание состоялось 9 июня 1902 года в Успенской церкви слободы Чернянка. Спустя год в Чернянке у них родился единственный сын Николай, которого назвали в честь деда — Николая Фёдоровича Касаткины-Ростовского. 
В 1920 году Анатолий Дмитриевич с женой эмигрировали во Францию. Их сын Николай Анатольевич Всеволожский перебрался в Бельгию, где поступил на технический факультет Лувенского университета. В 1927-м году Александра Николаевна похоронила мужа, после чего перебралась к сыну в Бельгию.
В 1940-х компания «Philips», в которой работал Николай Анатольевич, направила своё представительство в Бразилию, сначала в Рио-де-Жанейро, потом в город Сан-Паулу. Семья Всеволожских, включая мать Александру Николаевну, тоже переехала вместе с ним. Николай Анатольевич Всеволожский скончался в 1972 году. Был похоронен на кладбище города Сан-Паулу. Александра Всеволожская, урождённая Касаткина-Ростовская, умерла через год после сына в возрасте 91 года. В 2018-м умер и её младший внук Николас.